# Stokes-Mörser

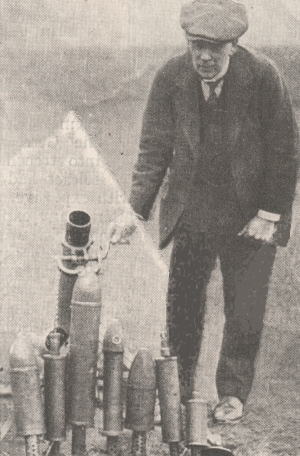
Der Entwickler Wilfred Stokes neben seinem Mörser

Der Stokes-Mörser (engl. Stokes Mortar) war ein im Jahr 1915 während des Ersten Weltkrieges entwickelter britischer Mörser. Er wird militärisch auch als ML 3-inch mortar Mk I bezeichnet, während eine überarbeitete Version, die im Zweiten Weltkrieg zum Einsatz kam die Bezeichnung ML 3-inch mortar Mk II trägt.

## Geschichte
Der Stokes-Mörser wurde von Wilfred Stokes im Jahr 1915 entwickelt; nach ihm wurde er benannt.
Der Mörser war zwar keine wirklich neue Waffe in der britischen Armee, jedoch versuchte diese einen dem deutschen Minenwerfer gleichwertigen Mörser zu entwickeln. Zudem sollte der Mörser leichter als das deutsche Gegenstück sein. Ursprünglich hatte man nur den deutschen Minenwerfer kopieren wollen, aber die Neukonstruktion ergab einen völlig neuen Weg für modernere Infanterieunterstützungswaffen. Das Grundkonzept des Stoke-Mörsers trifft man auch heute noch bei modernen Granatwerfern an.

## Einsatz
Die Waffe wurde in der zweiten Hälfte des Ersten Weltkriegs von der britischen Armee, den britischen Commonwealth-Staaten und den USA eingesetzt. Er wurde von zwei Soldaten bedient und hatte eine Reichweite von 700 bis 800 Metern.
Innerhalb einer Minute konnten bis zu 25 Schuss abgegeben werden. Zum Zeitpunkt des Waffenstillstands wurden von der britischen Armee 1636 Stokes-Mörser eingesetzt. Während der Kämpfe im Jahr 1918 zeichnete sich der Mörser besonders aus. Während die deutschen Truppen ihr schweres Gerät teilweise zurücklassen mussten, konnten die Briten den leichten Mörser mitführen und hatten so stets artilleristische Unterstützung.

## Technik
Die Waffe bestand aus einem Lauf, der auf ein Zweibein gesetzt wurde; eine Bodenplatte gab der Waffe Stabilität beim Feuern und fing den Rückstoß ab. Zum Seitenrichten wurde der gesamte Mörser bewegt. Zum Höhenrichten war am Zweibein ein Gewinde angebracht. Durch einfaches Kurbeln wurde die Waffe entsprechend gerichtet. Die Größe der Waffe erlaubte es, sie auch aus engen Schützengräben abzufeuern. Es wurde eine Granate mit Aufschlagzünder verwendet, während andere Artilleriegeschosse noch Einstellzünder hatten. Dies hatte den Vorteil, dass der Zünder der Granate einfacher herzustellen war. Zudem war die Munition einteilig. Das wiederum bedeutete, dass wesentlich weniger oder kleinere Transportmittel zum Munitionstransport Verwendung finden konnten als bei der herkömmlichen Artillerie.

## Technische Daten
- Kaliber: 81 mm (3,2 Inch)
- Seelenlänge des Rohrs: 1150 mm[1]
- Höhenrichtbereich: 45–75°
- Schussfolge: maximal 25 Schuss/Minute (In der Regel wurden 6–8 Schuss/Minute verfeuert)
- Geschoss: hochexplosiv/ 4,54–5 kg (10–11 Pfund) Gewicht
- Reichweite: maximal 720 m[2]